# مایلز مک‌میلان
مایلز مک میلان زاده ۲۷ ژوئن ۱۹۸۹ مدل، بازیگر و نقاش آمریکاییست. در سپتامبر سال ۲۰۱۶ میلادی، مایلز مک میلان از طرف رسانه فشن مدیا آمریکا به عنوان بهترین مدل مرد سال انتخاب شد.